# Malý Čepčín
Malý Čepčín (hongrois : Kiscsepcsény) est un village de Slovaquie situé dans la région de Žilina.

## Histoire
La première mention écrite du village date de 1254.

## Démographie

### Évolution de la population
| Année:               | 1994. | 2004.   | 2014.   | 2024.   |
| -------------------- | ----- | ------- | ------- | ------- |
| Nombre de personnes: | 527   | 519     | 535     | 545     |
| Différence:          |       | -1,51 % | +3,08 % | +1,86 % |

| Année:               | 2023. | 2024.   |
| -------------------- | ----- | ------- |
| Nombre de personnes: | 543   | 545     |
| Différence:          |       | +0,36 % |